# Amerikai szamoai labdarúgó-szövetség
Az Amerikai szamoai labdarúgó-szövetség (angolul: Football Federation American Samoa (FFAS) Amerikai Szamoa nemzeti labdarúgó-szövetsége. 1984-ben alapították. 1998-tól tagja a FIFA-nak és az OFC-nek
A szövetség szervezi az Amerikai Szamoai labdarúgó-bajnokságot és működteti az Amerikai szamoai labdarúgó-válogatottat.